# 大覺寺海底山
大覺寺海底山（英語：Daikakuji Seamount），又稱大覺寺海底平頂山，是一座位於太平洋夏威夷－皇帝海山鏈的海底平頂山。